# Karla Sofía Gascón
Karla Sofía Gascón, tidigare Carlos Gascón, född 31 mars 1972 i Alcobendas, är en spansk skådespelare.
Gascón slog igenom som skådespelare 1995, men karriären tog ordentlig fart först 2009 när hon flyttade till Mexiko där hon medverkade i flera telenovelas, som El Señor de los Cielos. Hon har även medverkat i flera filmer, som We Are the Nobles. År 2016 kom hon ut som transkvinna. För den bredare icke spansktalande publiken blev hon välkänd när hon spelade titelkaraktären Emilia – en av huvudrollerna – i filmen Emilia Pérez. För rollen nominerades hon till flera priser, bland annat Oscar för bästa kvinnliga huvudroll.

## Filmografi (i urval)
- 2013 – We Are the Nobles
- 2014 – El Señor de los Cielos (TV-serie)
- 2024 – Emilia Pérez